# 顾伟国
顾伟国（1959年—），中华人民共和国金融人物、银行家。现任中国银河证券总裁。

## 生平履历
1959年3月（一说4月）出生于浙江省镇海县（今宁波市镇海区）。早年毕业于镇海中学。1982年1月，毕业于辽宁财经学院基建信用系。1987年7月，毕业于中华人民共和国财政部研究生部财政专业，获得硕士学位。
- 1976年10月—1978年3月：在浙江省镇海县贵驷公社里洞桥大队务农。
- 1982年3月—1984年8月：任职于江西省哲学社会科学研究所。
- 1987年8月：调入中国建设银行（以下简称“建行”）北京总行。
- 1987年8月—1993年8月：担任建行投资研究编辑部编辑。
- 1993年8月—1994年8月：担任建行投资研究编辑部副处长。
- 1994年8月—1996年1月：担任建行信贷一部综合处处长。
- 1996年1月—1998年1月：担任建行监察室副主任。
- 1998年1月—1998年9月：担任建行委托代理部副总经理，并主持工作。
- 1998年10月—2001年3月：担任建行委托代理部总经理。
- 2001年3月—2002年9月：担任建行中间业务部总经理。
- 2002年8月—2007年1月：任职于中国科技证券公司。历任公司党委委员、副总裁、常务副总裁职务。
- 2007年1月：加入中国银河证券，担任公司副总裁
- 2010年2月：经中国投资有限责任公司推荐，出任中国银河证券总裁。
- 2011年6月—：担任中国银河金融控股有限责任公司的董事。[1][3]